# Kenyeres Gábor
Kenyeres Gábor (Hága, 1938. október 5. – 2001. július 2.) magyar rendező, operatőr.

## Életpályája
1957-1961 között a Színház- és Filmművészeti Főiskola hallgatója volt operatőr szakon. 1961-1968 között a Magyar Televízió operatőre volt. 1961-1974 között a Balázs Béla Stúdió operatőre volt. 1968-tól a Mafilm, majd ismét a Magyar Televízió operatőreként dolgozott. 1971-től rendező is volt.

## Filmjei
| - Gózon Gyula (1961) - Fáklyaláng (1963) - Színészek a porondon (1963) - Aranykor (1963) - Ők tudják, mi a szerelem (1964) - Levelek Júliához (1964) - Bors (1968) - Szemüvegesek (1969) - Antonius és Gugyerák (1970) - Szerelem jutányos áron (1972) - Kísérleti dramaturgia (1972) - Casanova kontra Kékszakáll (1972) - Magyar parasztbútorok (1974) - Andrásfalviak betlehemes játéka Kakasdon (1974) - Operabarátok (1976) | - Drágám (1968) - Végre, hétfő! (1971) - Egy fogalom vizsgálata (1974) - Apák és fiúk (1974) (operatőr is) - A házasságszédelgő (1975) - Kivételes tehetségek (1975) - Molnár Antal (1975) (operatőr is) - Gertler Endre Bartókról (1975) (operatőr is) - Szabadlábon (1977) - Gyertyák (1982) - Törvényes csövesek?! (1982) - Csapda (1983) - Sakálok (1987) - Képek és jelképek a Bibliából (1988) - Trópus – A nagypapa ajándéka (1988) - Két novella (1989) - Krőzusopera (1989) - Celofánvirágok (1991) (forgatókönyvíró is) - Hét krajcár (1991) - Kugli – Fegyencek szabadságon (1993) - Hoppárézimi (1998) |

## Kitüntetés
- Kiváló Munkáért